# ERAI
Erai – український метал-гурт.

## Історія
Гурт засновано 2013 р. в м. Київ. Erai випустили 3 ЕР та кілька синглів та повноформатний альбом (див. Дискографія).
Самі музиканти характеризують свою музику як «Поєднання різних елементів металу з східними мотивами та електронікою. Тексти пісень написані українською та англійською мовами і торкаються тем саморозвитку, любові, душевних почуттів та гострих соціальних проблем».
Учасники фестивалів «Тарас Бульба», «Outsider Fest» та ін. Гурт веде активну концерту діяльність  .

## Учасники
Олександр Подопригора - вокал,
Ігор Кононенко - гітара,
Ярослав Майстренков - гітара,
Ігор Мельниченко - бас.

## Дискографія
Альбоми:
"Кільцевий оберт" (2023)
EP:
- Міра Життя (2015)[5]
- Erai (2018)[6] [7]
- Verges (2019)[8]

Сингли:
- Звір (2022)[9] [10]
- Шрами (2023)[11]
- Отрута (2023)[12] [13]

## Кліпи
- Ordeal (2019)[14]
- Agonist (2019)[15]